# ایوان رامن
ایوان رامن (انگلیسی: Ivan Ramen) یک رستوران رامن در پلاک ۲۵، خیابان کلینتون در لوئر ایست ساید نیویورک است که توسط سرآشپز ایوان اورکین اداره می‌شود.
ایوان اورکین در سایوست، نیویورک به‌دنیا آمد و پس از فارغ‌التحصیلی از دانشگاه در دههٔ ۱۹۸۰ به ژاپن رفت تا تدریس زبان انگلیسی بپردازد. وی در سال ۱۹۹۰ با همسر ژاپنی‌اش تامی به برگشت و به مدت ۲ سال در «مؤسسه آشپزی آمریکا» تحصیل کرد. او پس از آن به عنوان سرآشپز در رستوران‌های «مسا گریل» و «لتوس» در نیویورک مشغول به کار شد. همسرش تامی در سال ۱۹۹۸ درگذشت و اورکین با همسر دومش ماری در سفر بعدی به ژاپن آشنا شد. آنها در سال ۲۰۰۳ با هم به ژاپن نقل مکان کردند.
رستوران اصلی ایوان رامن نخستین بار در ستاگایا-کو، توکیو در ژوئن ۲۰۰۶ افتتاح شد که تنها ۱۰ صندلی داشت، اما موفق شد نقدهای مثبتی را به خود جلب کند. او در سال ۲۰۱۰ در همان نزدیکی، شعبه دیگری با ۱۶ صندلی بازگشایی کرد. او چند سال بهد به آمریکا بازگشت و در سال ۲۰۱۵ شعبهٔ اصلی توکیوی خود را بست و ساختمان رستوران را به همکار و مدیر سابق آن «هیسائو ماتسوموتو» واگذار کرد.
اورکین در سال ۲۰۱۱ به نیویورک نقل مکان کرد و در سال ۲۰۱۳ رستوران‌های ایوان رامن را در هلز کیچن و لوئر ایست ساید افتتاح کرد. او در نوامبر ۲۰۲۰ به دلیل همه‌گیری کووید-۱۹، این رستوران را بست.